# Pont au Change
Der Pont au Change (zu Deutsch „Geldwechslerbrücke“) ist eine Straßenbrücke über die Seine in der Pariser Innenstadt. Sie verbindet die Île de la Cité auf Höhe der Conciergerie mit dem rechten Flussufer auf Höhe des Théâtre du Châtelet. Sie steht an der Grenze zwischen dem ersten und vierten Arrondissement. Ihren Namen erhielt die Brücke aufgrund der bis 1788 in den Brückenhäusern angesiedelten Wechselstuben und Banken.

## Beschreibung
Die 103 m lange und 30 m breite steinerne Bogenbrücke hat drei Bögen mit Stützweiten von je 31 m. Ihre 18 m breite Fahrbahn wird flankiert von zwei 6 m breiten Gehwegen. Sie wurde in den Jahren 1858 bis 1860 nach den Plänen der Ingenieure Paul-Martin Gallocher de Lagalisserie und Paul Vaudry ausgeführt. An den Stirnseiten trägt sie das Monogramm von Napoleon III. Während die äußeren Bögen früher unmittelbar an die hohen Ufermauern anschlossen, wurde unter dem rechten Bogen ab den 1960er Jahren die Schnellstraße Voie Georges-Pompidou eingefügt.

## Geschichte
Die erste an dieser Stelle errichtete Holzbrücke stammt vermutlich vom Ende des 9. Jahrhunderts, kurz nach dem Ende der Überfälle der Normannen, siehe auch Belagerung von Paris (885–886). Sie war die Verlängerung der von Flandern kommenden und daher gegenüber der alten römischen Brücke, die die von Soissons kommende Rue Saint-Martin aufnahm, wirtschaftlich wichtiger werdenden Rue Saint-Denis. Die Brücke führte unmittelbar vom Rive Droite zum königlichen Palast auf der Île de la Cité und trug deshalb zunächst den Namen Pont du Roi („Königsbrücke“). Zu ihrem Schutz wurde auf der Landseite eine Befestigung, ein Kastell, das Grand Châtelet im Gegensatz zum Petit Châtelet an der Petit Pont, errichtet, das nach dem Bau der Stadtmauer durch Philipp August, womit es seine Schutzfunktion verloren hatte, Sitz des Prévôt, des königlichen Vogtes von Paris, wurde, Gerichtsgebäude und Gefängnis inklusive. Noch heute heißt der Platz, an dem die Brücke auf das Nordufer trifft, Place du Châtelet und ist einer der wichtigsten Verkehrsknotenpunkte der Stadt.
Wie im Mittelalter üblich, war die Brücke bebaut. 140 Häuser und 112 Läden, dazu Mühlen, machten die Brücke über den Verkehrsknotenpunkt hinaus zu einem der wirtschaftlichen Zentren der Stadt. 1411 befahl Ludwig VII. den Goldschmieden und Geldwechslern, sich auf dieser Brücke anzusiedeln. Die Brücke hatte noch sieben Pfeiler. In den nachfolgenden Jahrhunderten wechselte das Bauwerk immer wieder den Namen. Da sich das königliche Gefolge nach dem Umzug des Hofstaats in den Louvre über diese Brücke zum Gottesdienst nach Notre-Dame begab, wurde die Brücke mit einigen Skulpturen französischer Könige, unter anderem der des jungen Ludwig XIV., geschmückt, welche heute im Louvre stehen.

## Historische Gemälde
- Hubert Robert: Abbruch der Häuser auf dem Pont au Change (1788). Das Bild zeigt die Gewölbe auf Brückenniveau, über denen die höheren Stockwerke bereits abgebrochen sind. Baumaterialien werden mit Ochsenwagen abtransportiert. Standort des Gemäldes ist das Musée Carnavalet in Paris, eine Zweitfassung befindet sich in der Neuen Pinakothek in München.

## Literarische Erwähnung
Im Roman Das Parfum von Patrick Süskind befindet sich auf der Pont au Change bis zum Einsturz eines Brückensegmentes das Haus und die Werkstatt des Parfümeurs Giuseppe Baldini.
Die Brücke ist auch Schauplatz in Victor Hugos Erzählung Le dernier jour d'un condamné und dem Roman Les Misérables. In letzterem stürzt sich Inspektor Javert von der Brücke, da er den Glauben an die Gerechtigkeit verloren hat.

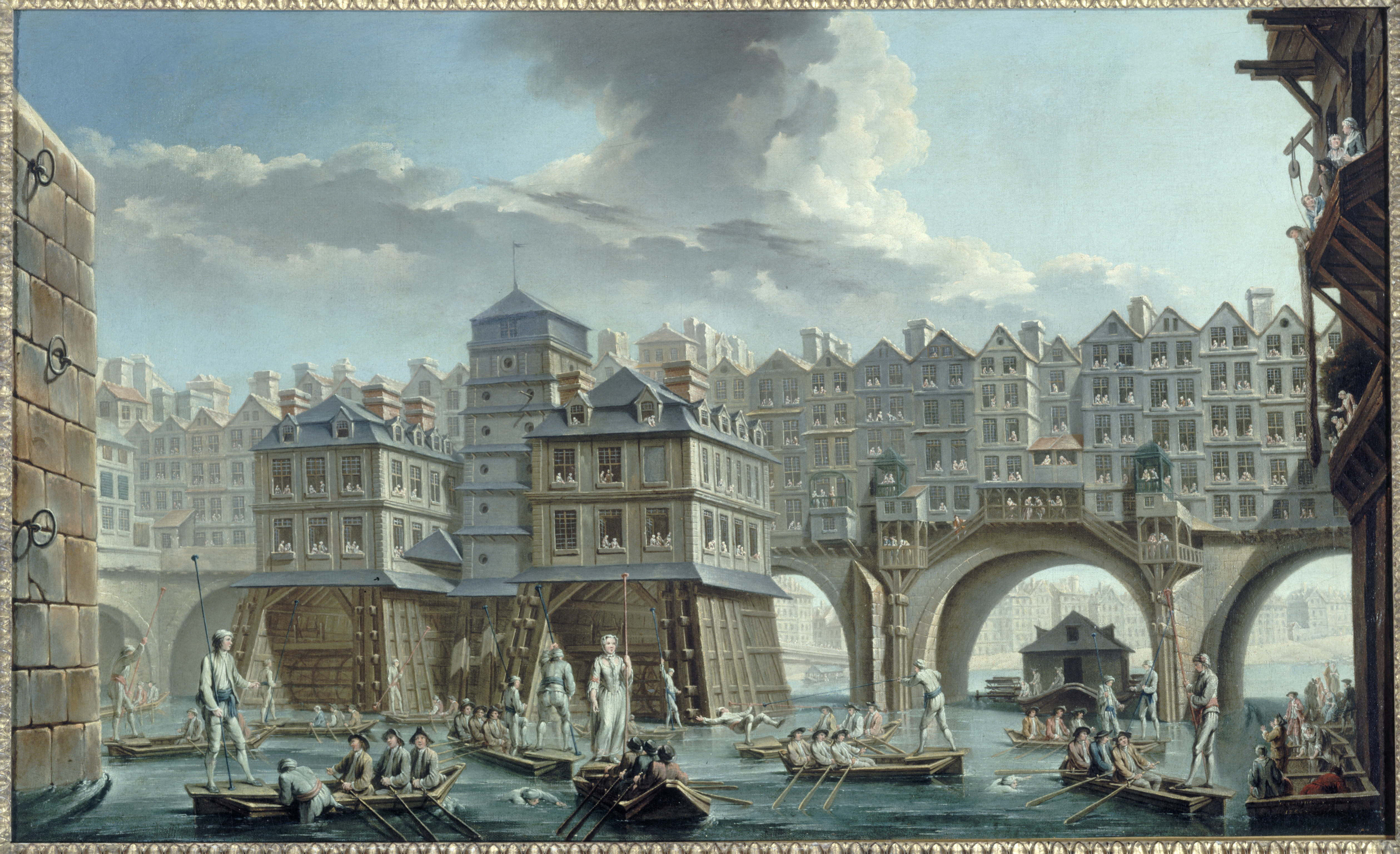
1756, damals noch mit Brückenhäusern
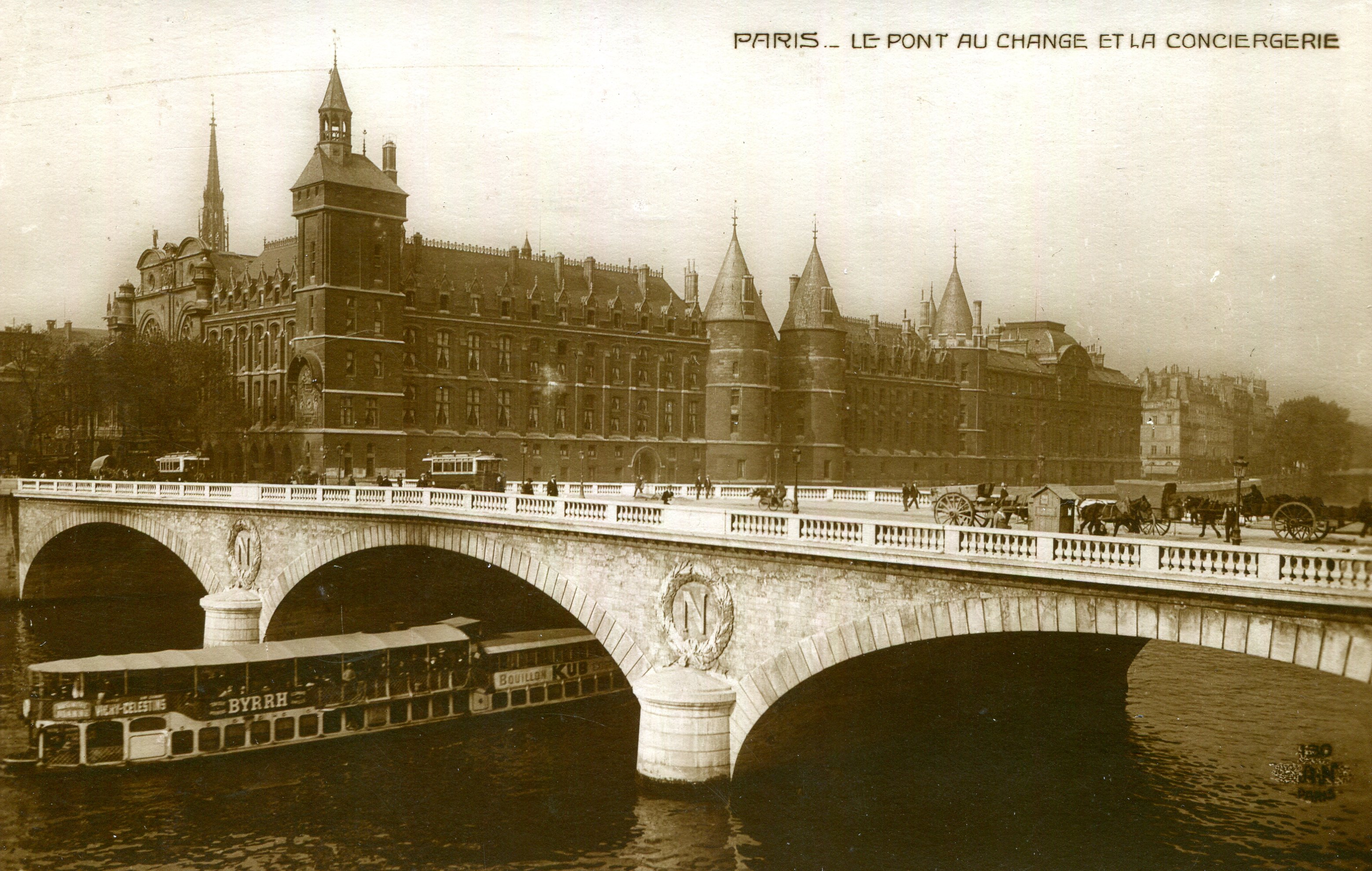
Nach 1900, im Hintergrund das Palais de Justice